# Propilenoglicol
Propilenoglicol, conhecido também pelo nome sistemático propano-1,2-diol, é um composto orgânico (um álcool diol), viscoso, de sabor amargo, inodoro e incolor, que é higroscópico e miscível com água, acetona e clorofórmio.

## Quiralidade
O propilenoglicol contém um átomo de carbono assimétrico, então existe em dois estereoisômeros. O produto comercial é uma mistura racêmica. Isômeros ópticos puros podem ser obtidos por hidratação de óxido de propileno opticamente puro.

## Produção
Industrialmente, o propilenoglicol é produzido por hidratação do óxido de propileno. Diferentes fabricantes usam processos não catalíticos a alta temperatura (200-220 °C) ou tots catalíticas as quais se processam a 150-180 °C na presença de resinas trocadoras de íons ou pequenas quantidades de ácido sulfúrico ou álcalis. Os produtos finais contém 20% de 1,2-propanodiol, 1,5% de dipropileno glicol e pequena quantidade de outros polipropilenoglicóis. O propilenoglicol pode também ser convertido de glicerol, um subproduto do biodiesel.

## Aplicações
O propilenoglicol é usado:
- Como um hidratante, do tipo umectante, em medicamentos, cosméticos, pastas de dentes, antisséptico bucal e produtos de tabaco
- Como um lubrificante médico e sexual ("lubrificante íntimo")
- Como um solvente para corantes alimentícios e flavorizantes.
- Como um aditivo alimentar umectante, classificado com número E E1520
- Como um excipiente em óleos essenciais.
- Como um anticongelante não tóxico.
- Como um solvente usado em misturas de substâncias fotográficas, tais como formadores de películas.
- Como um fixador para perfumes.
- Como um líquido de arrefecimento em sistemas de resfriamento de processadores em computador (Water cooler).
- Como liquido para cigarros eletrônicos, componente para a suspensão do aroma e sua intensificação, assim como simular a sensação de fumo (throat hit, ou golpe de garganta)